# Feltria geometrica
Feltria geometrica är en kvalsterart som beskrevs av Herbert Habeeb 1955. Feltria geometrica ingår i släktet Feltria och familjen Feltriidae. Inga underarter finns listade i Catalogue of Life.